# Connor Pain
Connor Thomas Pain (Sha Tin, Hong Kong británico; 11 de noviembre de 1993) es un futbolista profesional australiano que juega como delantero en el Al-Bukiryah de la Liga de Yello de Arabia Saudí. Es internacional con la selección de Australia desde 2013. Anteriormente lo fue con Inglaterra en categorías inferiores.
Pain ha disputado un partido con Australia, en 2013 contra China.

## Primeros años

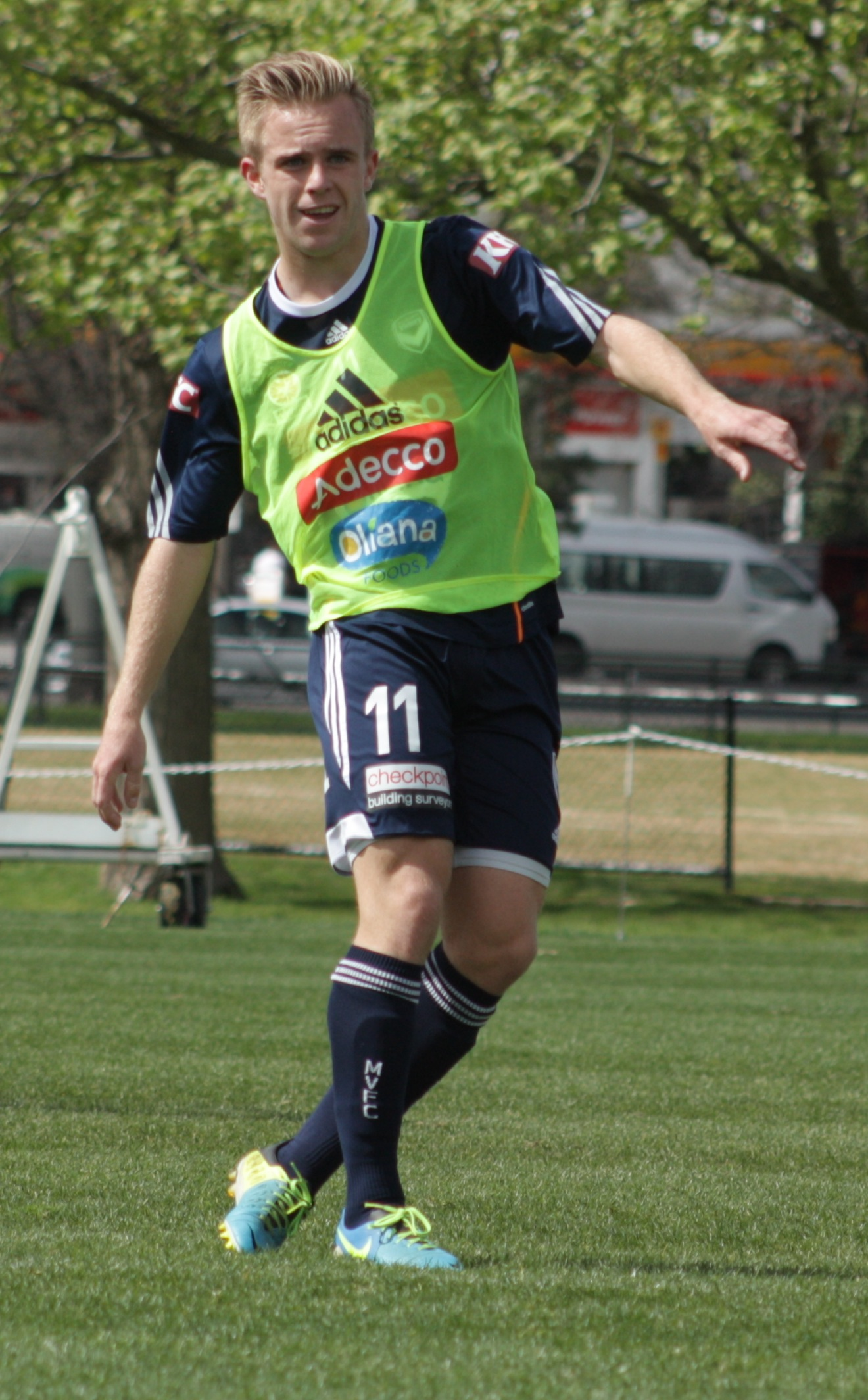
Entrenamiento de Pain para el Melbourne Victory en 2013

El abuelo de Pain, Tommy Casey, jugó en el equipo del Newcastle United que ganó la final de la Copa de Inglaterra en 1955 y en la selección de Irlanda del Norte que alcanzó los cuartos de final de la Copa Mundial de la FIFA 1958.
Su padre, Craig, fue un jugador de rugby union que participó en el Torneo de Rugby Seven de Hong Kong entre 1987 y 1993 y entrenó a Hong Kong en el torneo de 2002. Pain fue a la escuela primaria de Beaumaris.

## Carrera profesional

### Melbourne Victory
Pain debutó en la A-League con el Melbourne Victory en un Derbi de Melbourne contra el Melbourne Heart el 2 de febrero de 2013.
Fue titular por primera vez con el club una semana después, contra el Central Coast Mariners.
En 2013, fue destacado por los elogios del entonces entrenador del Liverpool, Brendan Rodgers, tras un partido amistoso en el Melbourne Cricket Ground.

### Central Coast Mariners
Pain fichó por el Central Coast Mariners en junio de 2016 en un intercambio por Mitch Austin. Pain debutó con los Mariners contra el Perth Glory el 8 de octubre de 2016, con una actuación de hombre del partido en el empate a 3-3 final. Un mes después marcó su primer gol con el club en una victoria sobre el Adelaide United con un potente disparo desde fuera del área.

### Western United
El 14 de abril de 2019 Pain fichó por el nuevo club de la A-League, el Western United. Jugó en el primer Campeonato de la A-League del club, en 2021-22. El 25 de enero de 2023 firmó una ampliación de contrato de tres años y fue el primero en jugar 100 partidos con el Western United.

### Al-Orobah
El 8 de julio de 2023, el Western United confirmó que Pain dejaría el club para fichar por el Al-Orobah, de la Primera División saudí.

### Al-Bukiryah
El 18 de julio de 2024, Pain se unió a Al-Bukiryah.

## Selección nacional

### Inglaterra sub-17
Pain fue internacional con las categorías inferiores de la selección inglesa. Formó parte del combinado sub-17 que se impuso en el Torneio Internacional Algarve sub-17 de 2010. Fue titular como suplente de Will Keane en el partido contra Portugal que terminó en empate de cero a cero.

### Australia sub-20
Pain fue convocado por primera vez con la selección australiana sub-20 para una gira por Europa en mayo de 2013. Debutó con los Young Socceroos en esa gira, siendo titular en una derrota ante Países Bajos en Emmen. Posteriormente fue seleccionado en la convocatoria para la Copa Mundial Sub-20 de la FIFA 2013. Pain jugó en los tres partidos de Australia en el torneo, en el que fue eliminada en la fase de grupos
Pain fue incluido en la selección sub-23 de Australia para el Campeonato Sub-22 de la AFC de 2013. Jugó su primer partido con los Olyroos en una victoria sobre Irán en la fase de grupos. En marzo de 2016, Pain marcó un doblete para el equipo en una victoria sobre Hong Kong en la fase de clasificación para el Campeonato Sub-23 de la AFC de 2016. Posteriormente fue incluido en la convocatoria para el torneo final.

### Selección absoluta
Tras la Copa Mundial Sub-20 de la FIFA 2013, en julio de 2013 Pain recibió su primera convocatoria con Australia para la Campeonato de Fútbol de Asia Oriental de 2013 en Corea del Sur. Él y su compañero de equipo en el Melbourne Victory Nathan Coe abandonaron la selección a mitad del torneo para disputar un amistoso de clubes contra el Liverpool. No obstante, Pain regresó para el último partido del torneo contra China y debutó como suplente en la segunda parte en una derrota por 4-3.

## Vida personal
Pain estudia actualmente una licenciatura en Comercio en la Universidad de Deakin.

## Clubes
Actualizado al último partido disputado el 4 de mayo de 2025.
| Club                      | País           | Año       | Partidos | Goles |
| ------------------------- | -------------- | --------- | -------- | ----- |
| Melbourne Victory FC      | Australia      | 2012–2016 | 53       | 3     |
| Central Coast Mariners FC | Australia      | 2016–2019 | 73       | 10    |
| Western United            | Australia      | 2019–2023 | 109      | 9     |
| Al-Orobah FC              | Arabia Saudita | 2023–2024 | 33       | 4     |
| Al-Bukiryah FC            | Arabia Saudita | 2025–     | 24       | 0     |

## Palmarés
Melbourne Victory:
- A-League Championship: 2014-2015
- A-League Premiership: 2014-2015
- FFA Cup: 2015

Western United:
- A-League Men Championship: 2021-22[12]